# John Ballance

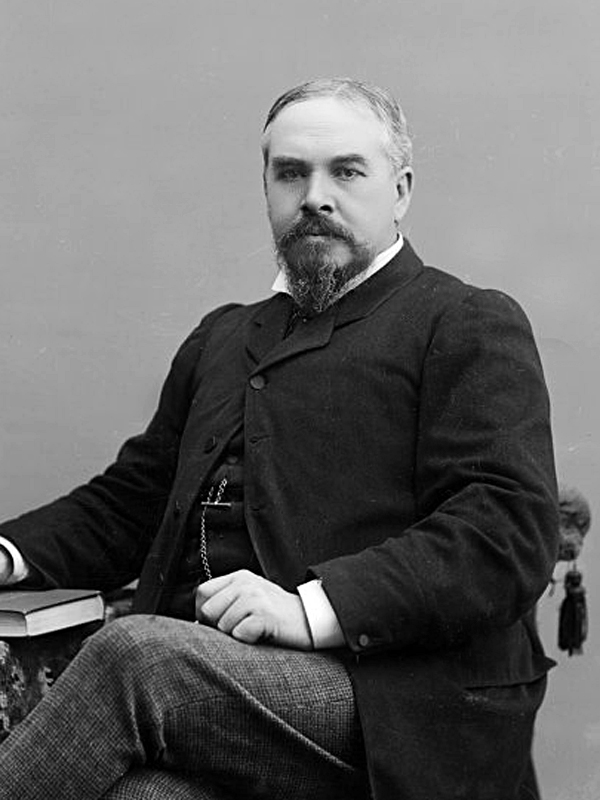
John Ballance

John Ballance (* 27. März 1839 in der Nähe von Glenavy, County Antrim, Irland; † 27. April 1893 in Wellington, Neuseeland) war ein irisch-neuseeländischer Politiker, Gründer und Herausgeber des Evening Herald in Wanganui, Gründer der ersten politischen Partei in Neuseeland und der 14. Premierminister von Neuseeland.

## Frühe Jahre
John Ballance wuchs, in guten Verhältnissen lebend, als Erstgeborener in einer protestantisch irischen Familie auf. Seine Eltern, Samuel Ballance, Farmer und Nachfahre einer puritanischen Familie aus England und Mary McNiece, Quäkerin und Tochter einer prominenten Familie der Gegend, waren nicht reich, konnten ihm aber trotz der weiteren 10 Kinder in der Familie eine gute Schulausbildung gewähren. Er besuchte die Wilson's Academy in Belfast, Nordirland.
Er wurde in seinen frühen Jahren als ziemlich fauler Junge beschrieben, der nur am Lesen interessiert zu sein schien. Durch seinen Vater, der zu den Oraniern zählte und in der konservativen Partei politisch aktiv war, wurde Johns Interesse für Politik geweckt. Er wurde mit den radikalen politischen Auseinandersetzungen Nordirlands jener Tage konfrontiert und durch die liberalen Ansichten seiner Mutter geprägt.
Er verließ seine Schule mit 14 Jahren, um bei einem Eisenwarenhändler in Belfast in die Lehre zu gehen. In den vier Jahren seiner Lehrzeit lernte er die Praxis des kommerziellen Geschäftslebens kennen und half nebenbei seinem Vater beim Redenschreiben. Nach einer Serie von größeren konfessionellen Ausschreitungen in Belfast verließ er 1857 die Stadt und ging nach Birmingham, wo er, um sich seinen Lebensunterhalt zu verdienen, wieder im Eisenwarenhandel arbeitete. Über Geschäftsreisen in Auftrage der Firma gewann er Eindrücke über die sozialen Bedingungen im industrialisierten England des 19. Jahrhunderts. Sein starkes Interesse an Politik ließ ihn zusätzlich zu seinem Job ein Studium in Geschichte, Biografie und Politik an dem Midland Institute in Birmingham beginnen. Er gehörte zu verschiedenen literarischen Gesellschaften und Debattierclubs und gewann dort schnell Anerkennung als Artikelschreiber und Redner. In dieser Zeit wurde er von den Vorlesungen und den Reden von John Bright (1811–1889) und Richard Cobden (1804–1865), die den sogenannten Manchesterliberalismus vertraten, von dem Physiker Michael Faraday (1791–1867) und dem liberalen Politiker Joseph Chamberlain (1836–1914) beeinflusst.
In seiner Zeit in Birmingham traf Ballance auch Fanny Taylor, Tochter eines Lebensmittelhändlers, die er am 17. Juni 1863 in Aston, einem Vorort von Birmingham, heiratete.

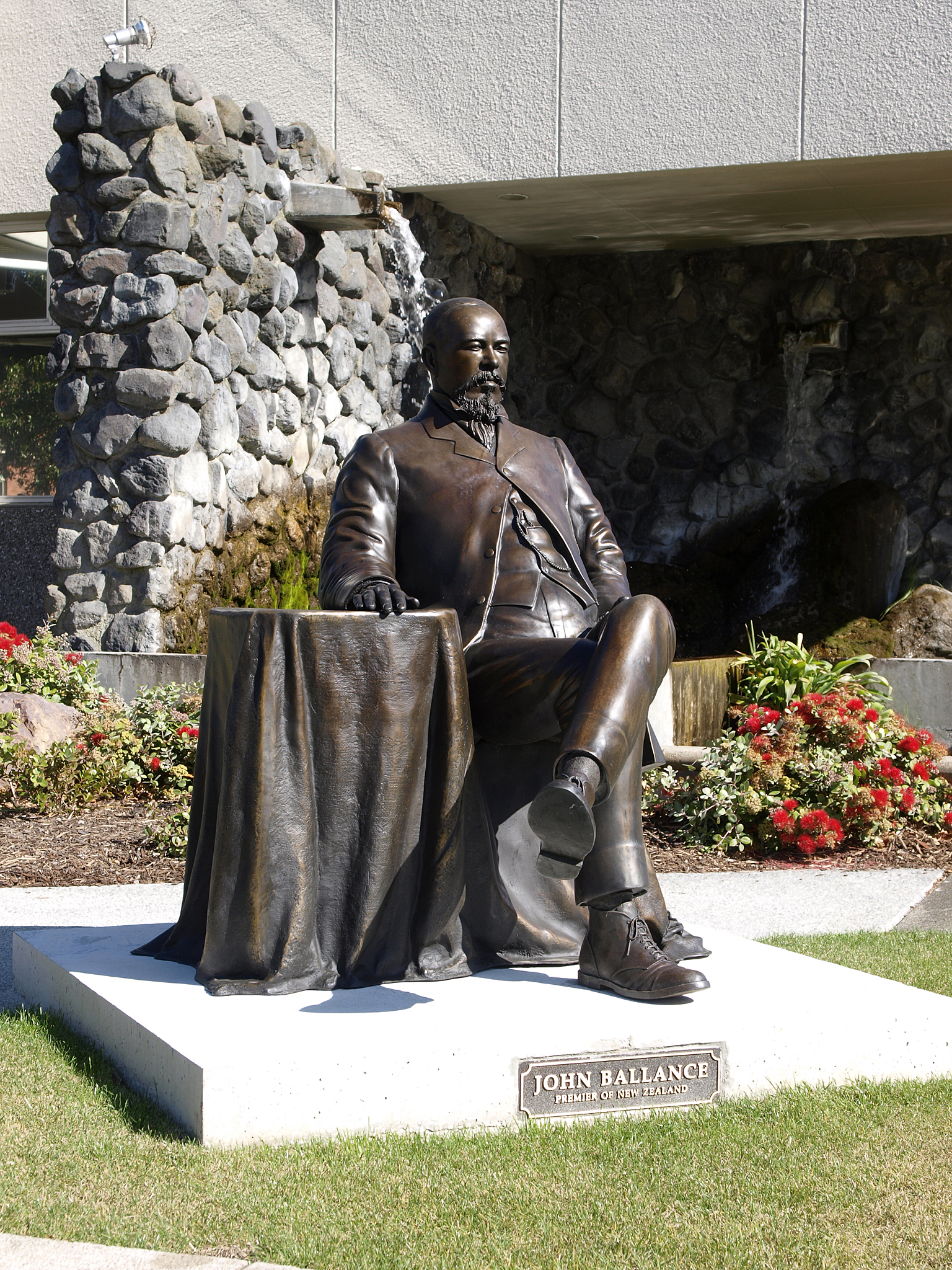
Statue von John Ballance vor dem Gebäude des City Council von Whanganui

## Neuseeland
Im April 1866 verließ Ballance mit seiner Frau England. Über einen Zwischenstopp in Melbourne, Australien erreichten beide am 11. August desselben Jahres Wellington, um dann weiter nach Wanganui zu gehen, wo bereits Fannys Bruder lebte. Die Entscheidung, nach Neuseeland auszuwandern, wurde wohl auf Grund des schlechten Gesundheitszustands von Ballances Frau getroffen, die 1½ Jahre später im März 1868 verstarb.
Ballance versuchte sich anfangs in Wanganui als Schmuckverkäufer, doch war damit nicht sehr erfolgreich. 1867 kam er mit A.D. Willis, einem Drucker aus dem Ort, in Kontakt und gründete mit ihm zusammen, am 4. Juni 1867, die dreimal pro Woche erscheinende Abendzeitung, den Evening Herald, der 1876 in The Wanganui Herald umbenannt wurde. Er nutzte das Blatt für seine politischen Ideen und für seine Überzeugung, die er auch gegen die Regierung im Titokowaru-Krieg (1868–1869) verbreitete. Für seine Kritik an der Kriegsführung der Regierungstruppen, bei gleichzeitiger Anerkennung Titokowarus Leistungen, landete er als Unruhestifter für einen Tag im Gefängnis. Dies auch, da er sich geweigert hatte, als Reservist an die Front zu gehen. Später entschloss er sich dann allerdings, doch als Soldat in den Krieg zu gehen und machte sich als realitätsnaher und äußerst kritischer Berichterstatter einen Namen.
Zwei Jahre nach dem Tod seiner Frau Fanny heiratete Ballance am 19. Mai 1870 Ellen Anderson, Tochter eines Kaufmanns aus Wellington. Um auch in dieser Ehe nicht kinderlos zu bleiben, adoptierten sie 1886 Ellens 4-jährige Nichte Florence Anderson, die sie später in Kathleen umtauften.

## Politiker

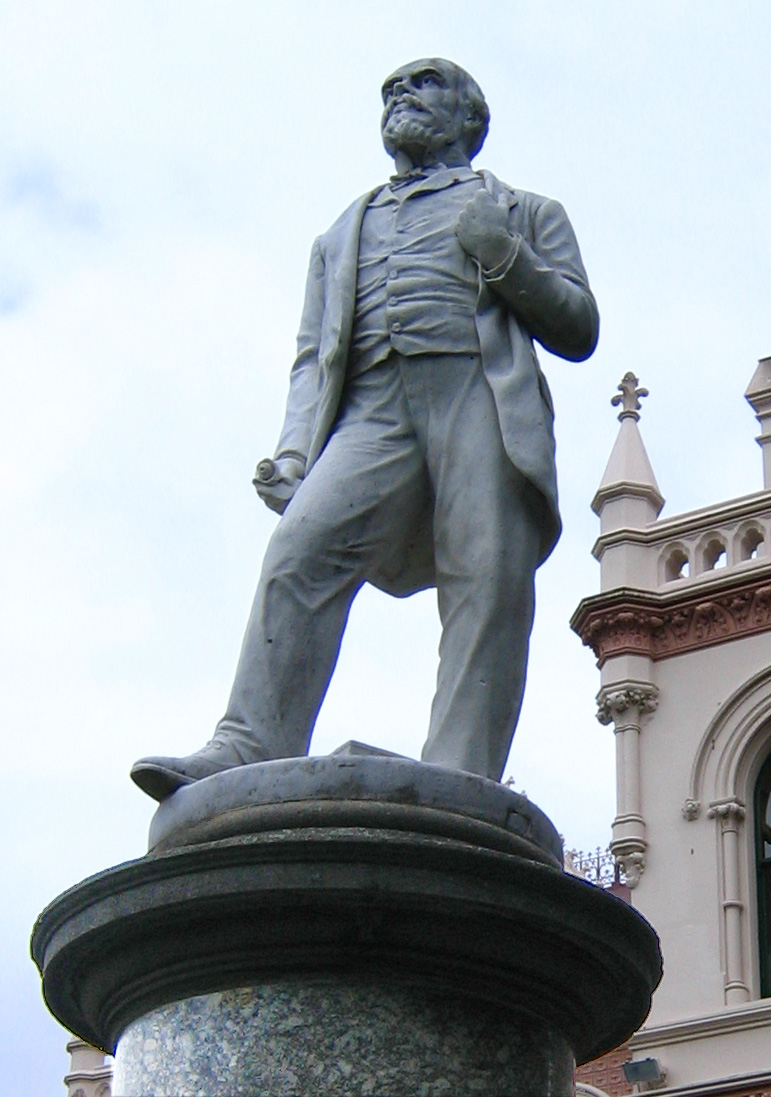
Statue von John Ballance vor der Parliamentary Library in Wellington

1873 nahm John Ballance einen ersten Anlauf, in die politische Arena einzutreten. Als Vertreter von Egmont Village, nahe New Plymouth, trat er für die zentralistisch ausgerichtete Politik von Edward Stafford (1819–1901) ein, überließ aber kurzfristig den Wahlkreis Harry Atkinson (1831–1892), der schließlich auch gewählt wurde.
Drei Jahre später, 1876, gewann er mit knappem Vorsprung einen Sitz im House of Representatives für den Wahlkreis des Distrikts Rangitikei. Er trat für die Abschaffung der Provinzen ein und gab zwei Jahre später die Unterstützung für Atkinson auf, um sich, seiner liberalen Grundhaltung verpflichtet, der Regierung unter George Grey (1812–1898) anzuschließen.
Im Januar 1878 wurde er Bildungsminister und Bevollmächtigter in Zollangelegenheiten der Regierung Greys und bereits im Juli des gleichen Jahres zum Schatzmeister der Kolonie ernannt. Ballance versuchte in seiner Amtszeit eine Grundsteuer, eine Steuer auf Gewinne und eine Verbrauchssteuer auf Bier einzuführen, scheiterte aber am Parlament. Nach Differenzen mit Grey trat er schließlich im Juli 1878 zurück, unterstützte die Regierung aber weiterhin.
1879 wurde er Mitglied des House of Representatives für Wanganui, verlor seinen Sitz aber in der Wahl 1881. 1884 mit einer ansehnlichen Mehrheit wieder gewählt, schloss er sich der Administration der Regierungen von Robert Stout (1844–1930) an. In der Verantwortung der Bereiche Land, Verteidigung und innere Angelegenheiten, versuchte Ballance in seiner Zeitung die von ihm stets publizierten Ideen umzusetzen, worunter die Abschaffung von Land in Hand von Monopolisten gehörte, als auch die Unterstützung der Bildung und Stärkung von Dorfgemeinschaften, um die Arbeitslosigkeit zu reduzieren. Als Verteidigungsminister antwortete Ballance auf die "Russische Angst von 1885" mit dem extensiven Ausbau der Küstenverteidigung.
Mit dem Machtverlust der Stout-Regierung 1887 ging auch Ballance in die Opposition und profilierte sich in den folgenden vier Jahren als hervorragender Oppositionsführer.

## Premierminister
Im Zeichen der großen Depression von 1873–1896, Streiks in England, Australien und Neuseeland und mit dem Thema einer großen Landreform errang John Ballance am 5. Dezember 1890 mit 56,2 % der Stimmen einen großen Sieg für die liberale Bewegung, brachte einige Labour-Leute und unabhängige Mitglieder des Hauses auf seine Seite und veranlasste Atkinson am 24. Januar 1891 zur Aufgabe und zum Rücktritt.
Damit wurde John Ballance als 14. Premierminister von Neuseeland der Erste in der noch jungen Geschichte des Landes, der über eine parteiähnliche Gruppierung die Wahl gewann. In seiner Amtszeit wurden mit dem Land Act 1892 und dem Land for Settlements Act 1892 zwei wichtige Gesetze auf den Weg gebracht. Eine Steueranpassung und ein Haushalt mit Überschuss standen auf seiner Verdienstliste. Weiterhin war Ballance ein Befürworter des Frauenwahlrechts und unterstützte mit John Hall (1824–1907), Robert Stout, Julius Vogel (1835–1899) und William Fox (1812–1893) die Suffragettenbewegung.

## Parteigründer
John Ballance verstand es zur Parlamentswahl 1890, die liberalen Kräfte um sich zu scharen und zum Wahlerfolg zu führen. Bis zu diesem Zeitpunkt waren Parteien eigentlich nur lockere politische Verbindungen zwischen Personen ähnlicher politischer Vorstellungen. Eine Parteiorganisation gab es nicht. In Ballances Regierungszeit reisten die Minister seiner Regierung durchs Land, um den Menschen zuzuhören und deren Probleme und Ansichten zu studieren. Gleichzeitig wurden sie bekannt und konnten Leute für liberale Ideen begeistern. Im November 1891 gab Ballance in einer Rede seine Vorstellung über die Gründung einer National Liberal Federation bekannt, die in einer Art Wahlkampffonds die Kandidaten der Liberalen Partei in Sachen Presse, Öffentlichkeitsarbeit und Verteidigung der gewonnenen Sitze im Parlament unterstützen sollte. Er gewann Thomas Lindsay Buick (1866–1938), Historiker, Journalist und Politiker, dafür die Organisation der Partei zu übernehmen.

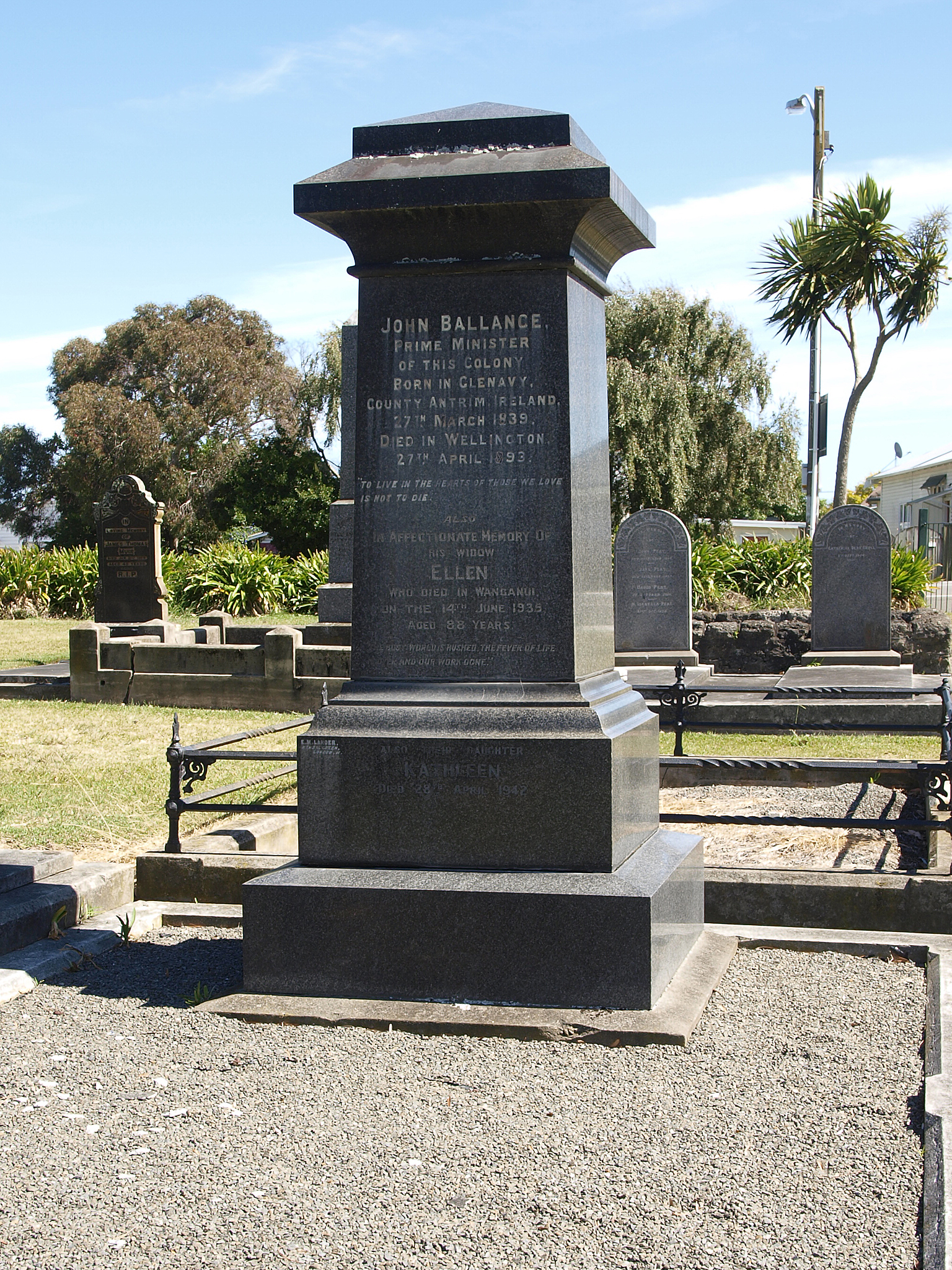
Grabstein in Whanganui

## Tod
John Ballance starb am 27. April 1893 nach zwei erfolglosen Operationen infolge einer Krebserkrankung und war damit der erste Premierminister Neuseelands, der im Amt verstarb. John Ballance wurde wenige Tage später in Wanganui beerdigt. Die Statue von Ballance, die ihm zu Ehren errichtet wurde, kann vor der General Assembly Library (Parliamentary Library) in Wellington noch heute besichtigt werden (siehe Foto oben).